# Hector De Bruyne
Pour les articles homonymes, voir De Bruyne.
Hector August De Bruyne, né à Gouda le 1er mars 1917 et mort à Anvers le 19 mai 1995  est un homme politique belge.
Membre de la Volksunie, il fut sénateur et ministre.

## Biographie
Hector De Bruyne accomplit ses études secondaires au collège de Saint-Nicolas, puis décrocha sa licence en sciences commerciales et consulaires à l’Institut supérieur de commerce Saint-Ignace d’Anvers.
Avant-guerre, il fut membre du Dietsch Jeugdverbond. Durant la guerre, il travailla à la rubrique étrangère de Volk en Staat, le quotidien du VNV. À la Libération, il s’enfuit en France où il fut incarcéré. De retour en Belgique, il fut condamné à dix ans d’emprisonnement, ramenés à sept ans en appel. Il fut libéré en 1948 pour raisons de santé et obtint sa licence en sciences économiques à l’université de Gand.
Il fut ensuite journaliste économique et financier, entre autres au Standaard et à la Gazet van Antwerpen. Début 1971, il devint directeur-général du Financieel-Economische Tijd.

## Carrière politique
Hector De Bruyne eut aussi des activités politiques. Il fut l’un des fondateurs de la Vlaamse Concentratie, et ensuite de la Volksunie, parti pour lequel il fut, en 1971, tête de liste au sénat dans l’arrondissement électoral d’Anvers. Il fut sénateur de 1971 à 1985.
En 1975, il se porta candidat à la présidence de la Volksunie, mais il perdit face à Hugo Schiltz.
De 1977 à 1982, il fut aussi conseiller communal d’Anvers.
En juin 1977, la Volksunie participa au gouvernement Tindemans IV et Hector De Bruyne fut nommé ministre du Commerce extérieur. Il conserva ce poste dans le gouvernement Vanden Boeynants II jusqu’en avril 1979.
Hector De Bruyne fut le cofondateur et le président des Archives et centre de documentation du nationalisme flamand (Archief en Documentatiecentrum voor het Vlaams Nationalisme, ADVN).

## Famille
Hector De Bruyne est le frère d’Arthur De Bruyne, auteur d’articles (surtout dans 't Pallieterke) et de livres historiques, consacrés plus précisément à la Seconde Guerre mondiale et aux conséquences de la collaboration.
Il est aussi l’oncle du chanteur Kris De Bruyne et du musicien Koen De Bruyne (1950-1977).
Enfin, Hector De Bruyne est le père du diplomate Jan De Bruyne, le premier étiqueté N-VA.

## Sources
- (nl) Cet article est partiellement ou en totalité issu de l’article de Wikipédia en néerlandais intitulé « Hector De Bruyne » (voir la liste des auteurs).